# Přemyslidi
Přemyslovci ali Přemyslidi (češko Přemyslovci, nemško Premysliden, poljsko Przemyślidzi) je bila češka kraljevska rodbina, ki je vladala v Vojvodini Češki in pozneje v  Kraljevini Češki ter v Moravski mejni grofiji (9. stoletje - 1306), pa tudi v nekaterih delih Poljske, vključno s Šlezijo, Ogrske in Avstrije.

## Nastanek in razvoj rodbine Přemyslidov
Izvor rodbine sega v 9. stoletje, ko so Přemyslidi vladali majhnemu ozemlju okoli Prage, naseljenim s češkim plemenom Zahodnih Slovanov. Postopoma so se razširili in osvojili regijo Češko, ki je bila v Češki kotlini, kjer ni bila ogrožena  s širitvijo frankovskega cesarstva. Prvi zgodovinsko dokumentirani vojvoda Přemyslid je bil Bořivoj I. (867). V naslednjem stoletju so Přemyslidi vladali tudi Šleziji in ustanovili mesto Vroclav (poljsko Wroclaw, nemško Breslau), ki izhaja iz imena češkega vojvode Vratislava I., očeta svetega Venceslava. Pod vladavino kneza Boleslava I. Okrutnega (935) in njegovega sina Boleslava II. Pobožnega (972) so Přemyslidi vladali na ozemlju, ki se je raztezalo do današnje Belorusije.
Rodbina je v tem času nadzorovala pomembne trgovske poti. Češke dežele in Praga so bile pomembno trgovsko središče, kjer so se naselili trgovci iz vse Evrope, vključno s številnimi Judi, kot leta 965 navaja špansko-judovski trgovec in popotnik Ibrahim ibn Ya'qub . Zapisal je: »Praga je mesto iz kamna, najbogatejše od vseh držav severno od Alp.« Po njihovem vzponu pa se je v družinskih bojih začela njihova moč zmanjševati in leta 1002 je poljski vojvoda Boleslav Pogumni zasedel Prago. Boleslav III., sin Boleslava II., je pobegnil iz Češke; sledila so desetletja zmede in anarhije.
Upad se je končal z vladavino vojvode Břetislava I., vnuka Boleslava II., ki je oropal Poljsko, vključno s Krakovom in Gnieznom (1038), kjer je pridobil relikvije sv. Adalberta. Prizadeval si je za ustanovitev praške nadškofije in kraljevega naslova. Njegov sin in naslednik Vratislav II. je leta 1085 postal prvi češki kralj.
Vratislavov sin Sobĕslav I. je v bitki pri Chlumecu leta 1126 uničil cesarsko vojsko kralja Lotarja III. To je omogočilo nadaljnjo krepitev Češke, vrhunec pa je bil v času vladavine Vratislavovega vnuka, kralja Vladislava II. (1158). Vladislav II. je ustanovil številne samostane in zgradil prvi kamniti most čez reko Vltavo, enega prvih v srednji in severni Evropi. Notranji boji so znova prinesli upad Přemyslidov. Številni voditelji iz rodbine so se zamenjali na češkem prestolu, kar je privedlo do njihovega propadanja. Končno je  Otokar I. ob svojem vzponu na prestol začel vrsto sprememb, ki so Češko spravile iz krize, in začetek obdobja razcveta, ki je trajalo skoraj 220 let.

## Na vrhuncu njihove moči
Otokar I. je leta 1198 postal tretji češki kralj, vendar je bil prvi češki kralj, ki je pridobil dedni kraljevski naslov. S tem se je začela znatna rast dinastične moči Přemyslidov. Tudi na Češkem je prišlo do velikega razvoja mest in obrti.
V drugi polovici 13. stoletja so bili Přemyslidi ena najmočnejših dinastij v Srednji Evropi. Kralj Otokar II. Přemysl, sin Venčeslava I., si je zaradi vojaške moči in bogastva prislužil vzdevek "Železni in zlati kralj". Po več zmagovitih vojnah z Ogrskim kraljestvom je pridobil Avstrijo, Štajersko, Koroško in Kranjsko ter razširil češko ozemlje do Jadranskega morja.
Kralj Otokar II. si je prizadeval pridobiti krono Svetega rimskega cesarstva. Njegove ambicije so začele spopad s Habsburžani. Sveto rimsko cesarstvo je bilo takrat sestavljeno iz malo znanih grofij, ki so jim bolj ustrezali interesi nemških plemiških hiš kot mogočni kralj Otokar, zato je bil za svetega rimskega cesarja izvoljen habsburški predstavnik Rudolf. V bitki pri Marchfeldu (1278) se je Otokar spopadel s cesarsko in ogrsko vojsko, v kateri je bil ubit. Habsburžani so takrat pridobili Avstrijo in jo obdržali do 20. stoletja.
Otokarjev sin, kralj Venčeslav II., je imel ob prihodu na češki prestol komaj sedem let. Sčasoma si je po zaslugi spretne diplomacije pridobil poljsko krono zase in ogrsko krono za svojega sina. Venčeslav II. je združil obsežen imperij, ki se je raztezal od Baltskega morja do reke Donave in ustanovil številna mesta, med njimi Plzeň leta 1295. Češka je med njegovim vladanjem postala bogata država, zahvaljujoč bogatemu rudniku srebra v Kutni Gori. Uvedel je srebrni praški groš, ki je bil stoletja pomembna evropska valuta, ter načrtoval izgradnjo prve univerze v Srednji Evropi.
Moč in bogastvo Kraljevine Češke sta ji prinesla veliko spoštovanje, pa tudi sovražnost drugih evropskih kraljevskih družin. Dinastija je začela propadati po prezgodnji smrti Venčeslava II. (1305) in umoru njegovega edinega sina, Venčeslava III. leta 1306, s čimer se je njihova vladavina končala.
Po drugi strani pa se je dinastija nadaljevala in leta 1355 je bil v Rimu za svetega rimskega cesarja okronan češki kralj Karel IV., vnuk Venčeslava II.

## Legendarni vladarji
Ime dinastije, po Kozmi v njegovi Kroniki Boemorum (1119), prihaja iz legendarnega ustanovitelja, Přemysl, moža vojvodinje Libuše. 
- Přemysl in Libuše
- Nezamysl
- Mnata
- Vojen
- Vnislav
- Křesomysl
- Neklan
- Hostivit

## Vojvode Češke
Prvi zgodovinski Přemyslid je bil vojvoda Bořivoj I., ki ga je leta 874 krstil sveti Metod. Leta 895 je Češka postala neodvisna od Velike Moravske. Med letoma 1003 in 1004 je Češki vladal Boleslav Pogumni, vojvoda Poljske iz dinastije Pjastov, vnuk Boleslava I. Krutega .
Leta 1085 sta bila vojvoda Vratislav II. in leta 1158 vojvoda Vladislav II. okronana za češkega kralja kot osebna nagrada cesarja Svetega rimskega cesarstva. Naslov pa ni bil deden.
|  | Ime/Rojstni podatki                     | Vladanje          | Naslov         | Komentar |
|  | --------------------------------------- | ----------------- | -------------- | --- |
|  | Bořivoj I. (* ok. 852, † ok. 889)       | ok. 870–889       | vojvoda        | Prvi zgodovinsko dokumentirani vojvoda Češke. |
|  | Spytihněv I. (* ok. 875, † 915)         | ok. 894–915       | vojvoda        | Sin Bořivoja I. Okrepil je oblast Přemyslidov v osrednji Češki okoli današnje Prage, zgradil več obmejnih gradov in nadaljeval širitev Praškega gradu kot upravnega središča vzhajajoče vojvodine.                                                                                             |
|  | Vratislav I. (* 888, † 921)             | 915-921           | vojvoda        | Sin Bořivoja I., ustanovitelj bazilike svetega Jurija na Praškem gradu in šlezijskega mesta Vroclav (Breslau), katerega latinsko ime "Vratislavia" se nanaša na njegovo pobudo. |
|  | Venčeslav I. (* 907, † 935)             | 925-935 (ali 929) | vojvoda        | Kot sveti Venceslav zavetnik Češke, Prage, Moravske in pridelovalcev vina in piva. |
|  | Boleslav I. Kruti (* 915, † 967/972)    | 935-967/972       | vojvoda        | |
|  | Boleslav II. Pobožni (* 932, † 999)     | 967/972-999       | vojvoda        | |
|  | Boleslav III. Rdečelasi (* 965, † 1037) | 999-1002 in 1003  | vojvoda        | |
|  | Vladivoj (* 981, † 1003)                | 1002-1003         | vojvoda        | Verjetno iz poljske dinastije Pjastov. |
|  | Jaromir (* 975, † 1035)                 | 1003              | vojvoda        | Prvič. |
|  | Boleslav IV. (* 967, † 1025)            | 1003-1004         | vojvoda        | Poljski vojvoda in kralj Boleslav I. Hrabri je bil iz dinastije Pjastov in ne Přemyslidov. |
|  | Jaromir (* 975, † 1035)                 | 1004-1012         | vojvoda        | Drugič. |
|  | Oldřih (* 970 (991), † 1034)            | 1012-1033         | vojvoda        | Z njegovim prihodom na češki prestol se je začelo obdobja stabilnosti po dolgem obdobju notranjih dinastičnih bojev. Moravske dežele so bile osvojene izpod poljske okupacije. |
|  | Jaromir (* 975, † 1035)                 | 1033-1034         | vojvoda        | Tretjič. |
|  | Oldřih (* 970 (991), † 1034)            | 1034              | vojvoda        | Drugič. |
|  | Břetislav I. (* 1002-1005, † 1055)      | 1035-1055         | vojvoda        | Vojvoda Moravske. |
|  | Spytihněv II. (* 1031, † 1061)          | 1055-1061         | vojvoda        | Na njegovem kronanju so prvič zapeli Hospodine pomiluj ny, najstarejšo znano pesem v češkem jeziku. |
|  | Vratislav II. (* 1032/1035, † 1092)     | 1061-1092         | vojvoda, kralj | Od 1085-1092 vladal kot kralj Vratislav I. Omejil je vpliv praškega škofa na notranje zadeve države iz z modro politiko do Svetega rimskega cesarstva dal zgled svojim naslednikom v 12. stoletju, kar je na koncu pripeljalo do trajnega povišanja Češke v kraljestvo v začetku 13. stoletja. |
|  | Konrad I. (* 1035, † 1092)              | 1092              | vojvoda        | Prošnje, da bi tudi njemu podelili kraljevski naslov, cesar Henrik IV. ni uslišal, ker naslov njegovega predhodnika ni bil deden. |
|  | Břetislav II. (* ok. 1060, † 1100)      | 1092-1100         | vojvoda        | Velik sovražnik poganstva. Poskušal je odpraviti volilno načelo nasledstva vojvodskega položaja in ga nadomestiti s senioratom. Umorjen. |
|  | Bořivoj II. (* 1064, † 1124)            | 1101-1107         | vojvoda        | Prvič. Odločitev Břetislava II., da za svojega naslednika in dediča brez soglasja starešin imenuje Bořivoja, je sprožila dolgoletna nesoglasja v dinastiji Przemyslidov. |
|  | Svatopluk Olomuški (* ok. 1080, † 1124) | 1107-1009         | vojvoda        | Njegovo vladavino so zaznamovali ostri spori zaradi češkega prestola. |
|  | Vladislav I. (* 1070, † 1125)           | 1109-1117         | vojvoda        | Vladal je v težavnem času s precejšnjim uspehom. Prenesel je vmešavanje Poljske v češke notranje zadeve in konflikte s svojimi sorodniki na Moravskem. Spodbujal je naseljevanje Nemcev v obmejna območja Češke.                                                                               |
|  | Bořivoj II. (* 1064, † 1124)            | 1117-1120         | vojvoda        | Drugič. |
|  | Vladislav I. (* 1070, † 1125)           | 1120-1125         | vojvoda        | Drugič. |
|  | Soběslav I. (* 1090, † 1140)            | 1125-1140         | vojvoda        | |
|  | Vladislav II. (* 1110, † 1174)          | 1140-1172         | vojvoda, kralj | Od 1158 do 1172 vladal kot kralj Vladislav I. |
|  | Bedřih (* 1141/1142, † 1189)            | 1172-1173         | vojvoda        | Njegovega vojvodskega položaja nista odobrila niti češki zbor niti cesar, zato je bil naslednje leto odstavljen. |
|  | Soběslav II. (* 0k. 1128, † 1180)       | 1173-1178         | vojvoda        | Imenovali so ga knez kmetov ali kralj kmetov. Podpiral ga ni niti cesar niti češko plemstvo, ampak samo najnižji sloji prebivalstva. |
|  | Bedřih (* 1141/1142, † 1189)            | 1178-1189         | vojvoda        | Njegovo drugo vladavino so zasenčili notranji spopadi v dinastiji Přemyslidov. Sprijazniti se je moral s povišanjem Moravske v cesarsko mejno grofijo in s Kninskim sporazumom prepustiti nasledstvo Konradu II. Otonu.                                                                        |
|  | Konrad II. Oton (* 1136-1141, † 1191)   | 1189-1191         | vojvoda        | Ponovno je združil Češko in Moravsko. Umrl zaradi kuge v okolici Neaplja na pohodu Henrika VI. proti Neapeljskemu kraljestvu. |
|  | Venčeslav II. (* 1137, † po 1192)       | 1191-1192         | vojvoda        | |
|  | Otokar I. (* 1155/1167, † 1230)         | 1192-1193         | vojvoda        | Prvič. |
|  | Jindřih Břetislav (* 1137, † 1197)      | 1193-1197         | vojvoda        | |
|  | Vladislav Jindřih (* 1160/1165, † 1222) | 1197              | vojvoda        | |
|  | Otokar I. (* 1155/1167, † 1230)         | 1197–1198         | vojvoda, kralj | Drugič. Od leta 1198 do 1230 vladal kot kralj Otokar I. |

## Češki kralji
Češka je bila edina kneževina v Svetem rimskem cesarstvu, ki je bila pred napoleonskimi vojnami povzdignjena v status kraljevine. Razlog za to je bila moč: takoj, ko je Češka premagala svoje državljanske spore, je češki vojvoda postal glavni zaveznik vsakega kandidata za cesarski prestol. Cesar bi tako lahko uporabil češke sile, da bi kaznoval vse upornike, ki so bili češki sosedi, preprosto z napadom na njihove dežele. To dokazuje cesar Svetega rimskega cesarstva Henrik IV., ki je imenoval češkega kneza Vratislava II. leta 1085 za prvega češkega kralja Vratislava I. Na ta ugledni položaj je bil dvignjen nedolgo po tem, ko je njegov oče Bretislav po več letih državljanskih spopadov pomirival Češko. Kraljevina je bila sporna, ko se je češki notranji konflikt povečali. Popravilo pa se je, potem ko je položaj cesarja v Nemčiji oslabel.
Leta 1198 je vojvoda Otokar I. spet pridobil naziv kralja Češke kot zaveznik Filipa Švabskega. Ta naslov je ponovno potrdil cesar Oton IV.,  in kasneje Friderik II., Zlata bula cesarja Svetega rimskega cesarstva (1212).
- Otokar I. (Přemysl Otakar I.) (1198–1230)
- Venčeslav I. (Václav I.) (1230–1253)
- Otokar II. (Přemysl Otakar II.) (1253–1278)
- Venčeslav II. (Václav II.) (1278–1305)
- Venčeslav III. (Václav III.) (1305–1306)

## Kralji Češke, Poljske in Ogrske, vladarji Avstrije
Češki kralj Otokar II. je v letih 1269-1276 prvi v zgodovini vladal deželam današnje Avstrije (razen Tirolske in Salzburga). Ustanovil je tudi palačo Hofburg na Dunaju.
Leta 1300 je bil kralj Venčeslav II. okronan za poljskega kralja. Pred tem je imel od leta 1291 naslov "visoki vojvoda Poljske (vojvoda Krakovski)" in je postal njen gospodar po smrti Przemysla II. Poljskega leta 1296.
- Venčeslav II. (1300–1305)
- Venčeslav III. (1305–1306), tudi ogrski kralj (1301–1305) kot Ladislav V.

Kraljevska linija se je končala leta 1306 s smrtjo kralja Venčeslava III. Češki prestol je pripadel Luksemburžanom, poljski prestol pa se je vrnil  Pjastom.

## Vojvode Opave, Krnova, Ratibora in Münsterberga
Leta 1269 je Nikolaj, nezakonski sin kralja Otokarja II, ki ga je papež Aleksander IV. legitimiral leta 1260, postal vojvoda Opavski. Leta 1337 je njegov sin Nikolaj II. podedoval vojvodino Ratibor. Njegovi štirje sinovi so si razdelili vojvodino Opavo (vojvodino Ratibor je podedoval le najstarejši Janez). Tako se je začela delitev nekoč enotne dežele med potomci Nikolaja II. Leta 1443 je Opavski vojvoda Viljem pridobil vojvodino Münsterberg, ki so jo Přemyslidi imeli do leta 1456. Ta linija Opavskih Přemyslidov se je končala leta 1521 s smrtjo Valentina, vojvode Ratiborja.

## Družinsko drevo
Družinsko drevo čeških vojvod in kraljev Češke
Bořivoj I. + Sveta Ljudmila
- Spytihněv I.
- Vratislav I.
  - Sveti Venceslav
  - Boleslav I. Kruti
    - Boleslav II. Pobožni
      - Boleslav III. Rdečelasi
      - Jaromír
      - Venčeslav, umrl kot otrok
      - Oldřih
        - Břetislav I. Ahil (vojvoda Češke in Moravske, prej vojvoda Moravske)
          - Spytihněv II.
          - Vratislav II.
            - Břetislav II.
            - Judita Češka, mati Boleslava III.
            - Bořivoj II.
            - Vladislav I.
              - Vladislav II.
                - Bedřich
                - Otokar I.
                  - Venčeslav I.
                    - Otokar II. Zlati in Železni
                      - Venčeslav II.
                        - Venčeslav III. d. 1306 kot zadnji moški član kraljeve dinastije Přemyslid
                        - Ana Češka (1290–1313)
                        - Elizabeta Češka (1292–1330) zadnja članica kraljeve dinastije Přemyslid

                    - Nikolaj I. Opavski je začel družino opavskih vojvod; umrl leta 1521

                  - Moravski Vladislav II. (Otonski)
                  - Danska kraljica Dagmar, mati Valdemarja Mladega

                - Vladislav III. Henrik

              - Henrik
                - Břetislav III. Henrik (Henrik Bretislav)

            - Soběslav I.
              - Soběslav II. kmečki
              - Vaclav II.

          - Jaromír Škof
          - Konrád I. iz Brna in Znojma (Konradin)
            - Konrád iz Brna (Konradin, prej vojvoda Moravske )
            - Litolt iz Znojma (Konradin, prejšnji vojvoda Moravske )
              - Oldřich Brnski (Kobradec, vojvoda Moravske, del Brna)
              - Konrád iz Znojma (Konradian, prej vojvoda Moravske )
                - Konrád II. Ota iz Brna in Znojma (Konradin)

          - Oton iz Olomouca
            - Oton II. Črni
            - Svatopluk

    - Mlada (opatinja)
    - Dobrava m. Mieszko I. Poljski, predniki piast linije na Poljskem, ki vključuje Boleslava III. zgoraj
    - Strachkvas Kristjan

- Karel IV., cesar Svetega rimskega cesarstva in Češki kralj
  - Vaclav,  rimsko-nemški kralj in Češki kralj
  - Sigismund, rimsko-nemški kralj, cesar Svetega rimskega cesarstva ogrski kralj in kralj Češke
    - Elizabeta Luksemburška, ogrska, rimsko-nemška in Češka kraljica
      - Ladislav Posmrtni kralj Ogrske in Češke, nadvojvoda Avstrije
      - Elizabeta Avstrijska, kraljica Poljske
        - Vladislav II. Jagielonski Češki in Ogrski kralj
          - Ludvik II. Ogrski ogrsko-hrvaški in češki kralj
          - Ana, Princesa in kraljica Češke in Ogrske + Ferdinand I., Sveto-rimski cesar, Češki in Ogrski kralj
            - Maksimilijan II. Habsburški Češki in Ogrski kralj
              - Rudolf II. Habsburški Češki in Ogrski kralj
              - Matija, Sveto-rimski cesar, Češki in Ogrski kralj
              - Ferdinand II. Češki in Ogrski kralj
                - Ferdinand III., Sveto-rimski cesar, Češki in Ogrski kralj
                  - Ferdinand IV. Sveto-rimski cesar, Češki in Ogrski kralj
                  - Leopold I. Sveto-rimski cesar, Češki in Ogrski kralj
                    - Jožef I. Sveto-rimski cesar, Češki in Ogrski kralj
                    - Karel VI. Sveto-rimski cesar, Češki in Ogrski kralj
                      - Marija Terezija Sveto-rimska cesarica, Češka in Ogrska kraljica
                        - Jožef II. Sveto-rimski cesar, Češki in Ogrski kralj
                        - Leopold II. Sveto-rimski cesar, Češki in Ogrski kralj
                          - Franc I. Sveto-rimski cesar (do 1805), Češki in Ogrski kralj 
                            - Ferdinand V. Avstrijski cesar, Ogrski kralj
                              - Franc Jožef I. Avstrijski cesar, Ogrski kralj
                                -                                   - Karel I. (1916-1918) zadnji Avstrijski cesar, Ogrski kralj